# Албриксон, Элвин
Элвин «Эл» Эдмунд Албриксон (англ. Alvin "Al" Edmund Ulbrickson, 10 октября 1930, Сиэтл, США — 6 июля 2012) — американский спортсмен по академической гребле, бронзовый призёр Олимпийских игр в Лондоне (1952) в гребле на четверке распашной с рулевым.
Родился в семье известного американского тренера по гребле из Университета Вашингтона Эла Албриксона. На летних Олимпийских играх в Хельсинки (1952) в составе экипажа четверки распашной с рулевым завоевал бронзовую медаль.
После прохождения армейской службы работал в университете Вашингтона помощником декана, вице-президентом по делам студентов.